# Пятьдесят на пятьдесят (фильм, 1972)
«Пятьдесят на пятьдесят» — советский художественный фильм режиссёра Александра Файнциммера.

## Сюжет
Американская и британская разведки проводят крупную совместную операцию. В Подмосковье, уходя от оперативных сотрудников КГБ СССР, под колёсами поезда погибает курьер американской разведки, шедший на встречу с агентом. Для восстановления связи с агентом руководство ЦРУ в рамках посылает в ГДР опытного разведчика Роберта Маллинза (Игорь Ледогоров), где ему предстоит встретиться с недавно завербованным американцами сотрудником Министерства внешней торговли СССР в ГДР Иваном Княжко, который якобы должен стать новым курьером для московского агента. Выполнив поручение, Маллинз должен поступить в распоряжение британского резидента в Западной Германии Понса. Ранее они не встречались.
В ГДР Маллинза арестовывают, а затем под его именем в ФРГ отправляется советский разведчик Волгин (Василий Лановой). Проникнув в логово британской разведки, он должен узнать имя работающего в Москве предателя и сорвать план диверсии, разработанный противником.

## В ролях
- Василий Лановой — Волгин (он же Роберт Маллинз, он же Дэниэл Росс), сотрудник КГБ СССР
- Владимир Осенев — Реджинальд Роуз (он же Понс), глава английской разведывательной миссии в Баварии (ФРГ)
- Ирина Скобцева — Барбара Кидс, офицер связи английской разведывательной миссии в Баварии (ФРГ), секретарь Понса
- Игорь Ледогоров — Роберт Маллинз (он же Роберт Хью Дадли, он же швейцарский турист Руазо, он же Вуалякс), агент ЦРУ
- Наталья Величко — Сильвия Гранвиль, сотрудница КГБ СССР, резидент и связная Волгина
- Михаил Погоржельский — Деласси, руководитель американской разведки в ФРГ
- Геннадий Юдин — Кульчер, сотрудник контрразведки Министерства госбезопасности ГДР
- Владимир Козел — генерал КГБ СССР
- Геннадий Печников — Хайнц, сотрудник контрразведки Министерства госбезопасности ГДР
- Пётр Крылов — сотрудник контрразведки Министерства госбезопасности ГДР, помощник Хайнца
- Евгений Весник — хирург-травматолог поликлиники Министерства госбезопасности ГДР
- Павел Винник — патрульный полицейский в Баварии (ФРГ)
- Александр Вокач — комиссар полиции Баварии (ФРГ)
- Вячеслав Гостинский — Френсис, сотрудник английской разведывательной миссии в Баварии (ФРГ)
- Николай Волков-старший — Хорст Заммердинг, хозяин явочной квартиры, резидент американской разведки в Восточном Берлине (ГДР)
- Юрий Леонидов — Морли, сотрудник английской разведывательной миссии в Баварии (ФРГ)
- Аскольд Лясота — сотрудник английской разведывательной миссии в Баварии (ФРГ), помощник Понса
- Дмитрий Масанов — инспектор транспортного контроля в Баварии (ФРГ)
- Игорь Милонов — агент на вокзале
- Георгий Рыбаков — портье в гостинице
- Борис Сичкин — пьяный официант из шашлычной в бильярдном зале
- Николай Сморчков — сотрудник контрразведки КГБ СССР
- Виктор Шульгин — сотрудник КГБ, помощник Волгина
- Светлана Старикова — секретарь Деласси
- Владимир Лаптев — полицейский
- Виктор Волков — полицейский (нет в титрах)
- Владимир Прокофьев  — американский офицер (нет в титрах)
- Василий Цыганков — продавец сигарет (нет в титрах)
- Евгений Зосимов  — агент на вокзале и в лифте (нет в титрах)
- Сергей Шевкуненко — мальчик-посыльный в бильярдном зале
- Михаил Бочаров  — зритель на скачках (нет в титрах)
- Альвиан Гайдаров — танцовщик в ресторане гостиницы
- Людмила Гайдарова — танцовщица в ресторане гостиницы
- Николай Евдохин — резидент иностранной разведки
- Николай Ерофеев — сотрудник английской разведывательной миссии в Баварии (ФРГ), помощник Понса
- Станислав Коренев — эпизод
- Чеслав Моисеев — эпизод
- Александр Фриденталь — эпизод
- Нина Захарова — эпизод

## Съёмочная группа
- Режиссёр: Александр Файнциммер
- Сценаристы: Игорь Иров, Зиновий Юрьев
- Композитор: Роман Леденёв
- Оператор: Эмиль Гулидов
- Художник: Георгий Турылёв

## Прокат
Согласно списку кассовых лидеров советского кинопроката за 50 лет (с 1940 года по 1989 год включительно), который приводит киновед С. Кудрявцев, фильм Александра Файнциммера «Пятьдесят на пятьдесят» находится на 259-м месте. В общей сложности его посмотрели 31,9 млн зрителей.

## Критика
Кинокритик Валентин Михалкович писал, что «сюжет фильма основан на недоразумении». Сюжетный путь Волгина «напоминает бег с препятствиями, но препятствия здесь расставлены странным образом, как будто авторы ведут загадочную и не совсем понятную игру с героем».